# Sonnenfinsternis vom 4. Januar 2011
Die Sonnenfinsternis vom 4. Januar 2011 war die 14. von 72 Sonnenfinsternissen im Saros-Zyklus Nummer 151.
Diese Sonnenfinsternis war partiell, weil die Erde nur vom Halbschatten des Mondes getroffen wurde. Es gab somit keinen Ort auf der Erde, von dem aus die Sonne total bedeckt gesehen werden konnte. Die Bedeckung der Sonne war mit 86 % bei Skellefteå in Schweden (geografische Breite 64° 40') am größten, also etwas südlich des Polarkreises und der damaligen Grenze zur Polarnacht. Die Werte für Deutschland waren 75 % im Südwesten und 82 % im Nordosten. Die Finsternis war nacheinander zwischen dem nordwestlichen Afrika (Sonnenaufgang), Mitteleuropa (Morgen; die Sonne war bereits bedeckt aufgegangen), Skandinavien (Vormittag) und Innerasien (Sonnenuntergang) sichtbar. Wegen der zeitlichen Nähe zur Wintersonnenwende fiel der Halbschatten des Mondes bis in die Nähe des Äquators.

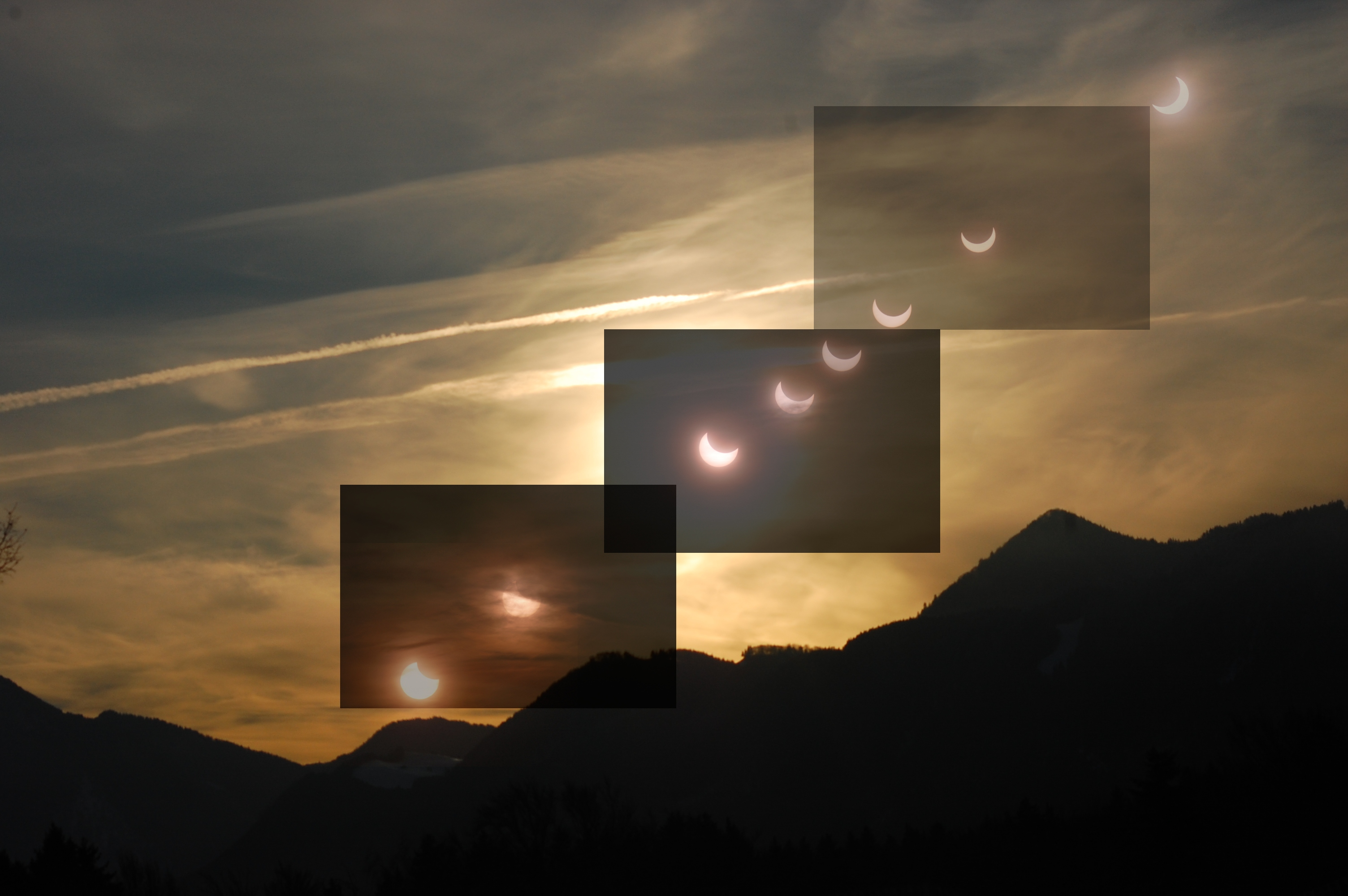
Verlauf der Sonnenfinsternis im Chiemgau, Süddeutschland.
Fotomontage: unten die bei Sonnenaufgang bereits leicht bedeckte Sonne; im zweitobersten Bild der Anblick etwa zur Zeit der Finsternismitte

Im Jahr 2011 gab es drei weitere partielle Sonnenfinsternisse: am 1. Juni, am 1. Juli und am 25. November. Sie hatten wie alle partiellen Finsternisse ihre maximale Bedeckung in einem polaren Gebiet. Bei der Finsternis vom 1. Juni war das an der Eismeer-Küste östlich von Murmansk, wenn die Mitternachtssonne nur noch knapp über dem Nord-Horizont schien. Das Sichtbarkeitsgebiet erstreckte sich über den Nordpol bis an seine südliche Grenze, die vom Norden Japans über Alaska und Nord-Kanada nach Neufundland verläuft. Wegen der zeitlichen Nähe zur Sommersonnenwende blieb der Halbschatten des Mondes weit weg vom Äquator.
Die nächste Finsternis am 1. Juli fand bereits am darauf folgenden Neumond statt, dies ist der kürzest mögliche zeitliche Abstand zwischen zwei Sonnenfinsternissen. Zwei solche Sonnenfinsternisse in direkter Folge sind der „ideale Rahmen“ für eine Mondfinsternis hoher Totalität. Eine solche fand mit 100 Minuten Totalität am 15. Juni 2011 statt. In Mitteleuropa ging der Mond bereits verfinstert auf, die Totalität war hier nicht in voller Dauer beobachtbar.
Anschließende Sonnenfinsternisse waren die vom 20. Mai 2012 (ringförmig, Ostasien, Nord-Pazifik und Nordamerika) und vom 13. November 2012 (total, äußerster Nordosten von Australien und Süd-Pazifik). Die nächste in Europa zu sehende Finsternis fand als totale Finsternis am 20. März 2015 statt. Ihre Zentrallinie (totale Verfinsterung der Sonne) verlief über den Nordatlantik und das Nordmeer, wobei sie die Färöer und Spitzbergen traf. Im übrigen Europa war nur die teilweise bedeckte Sonne zu sehen.

## Galerie

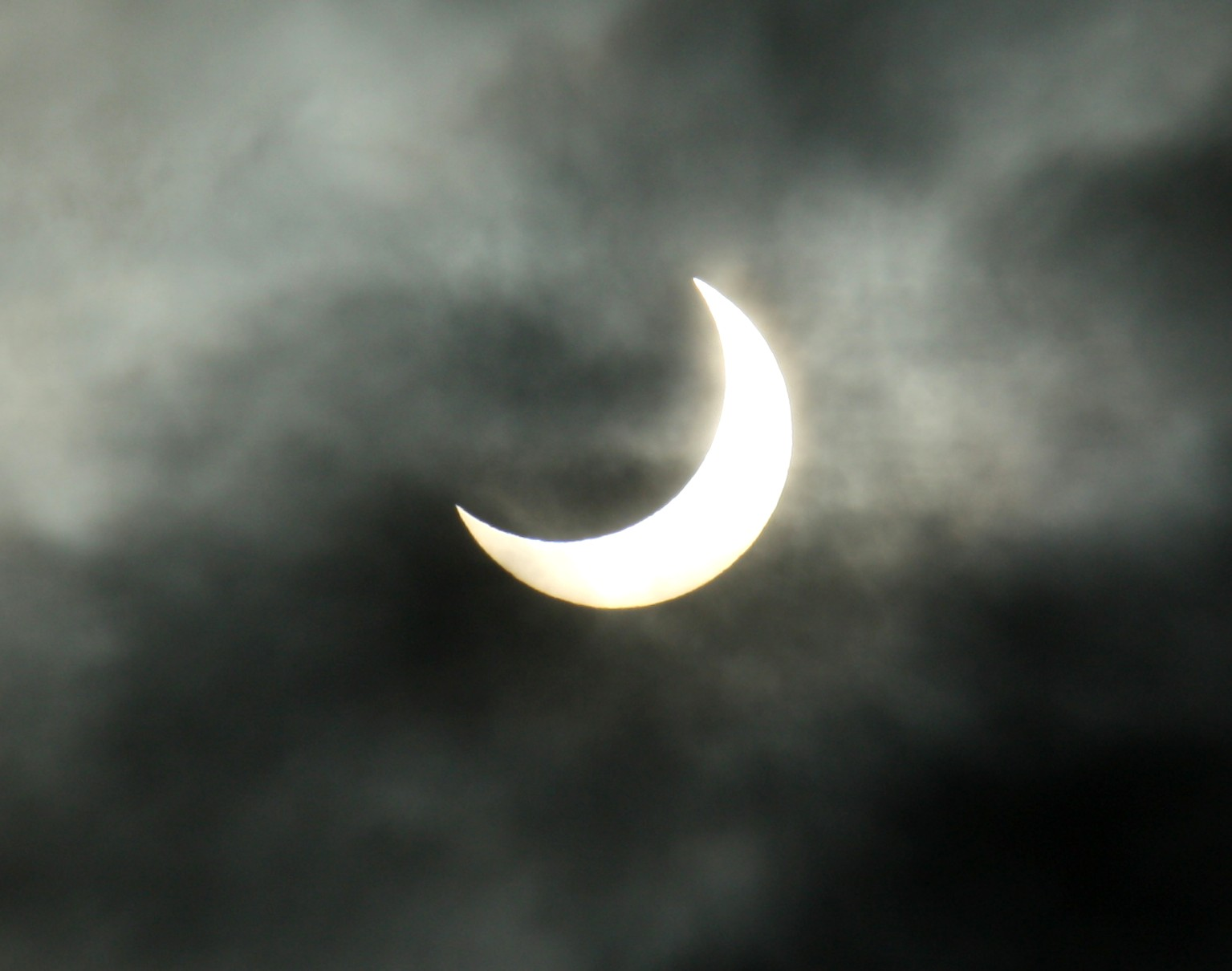
Ebersberg, Oberbayern
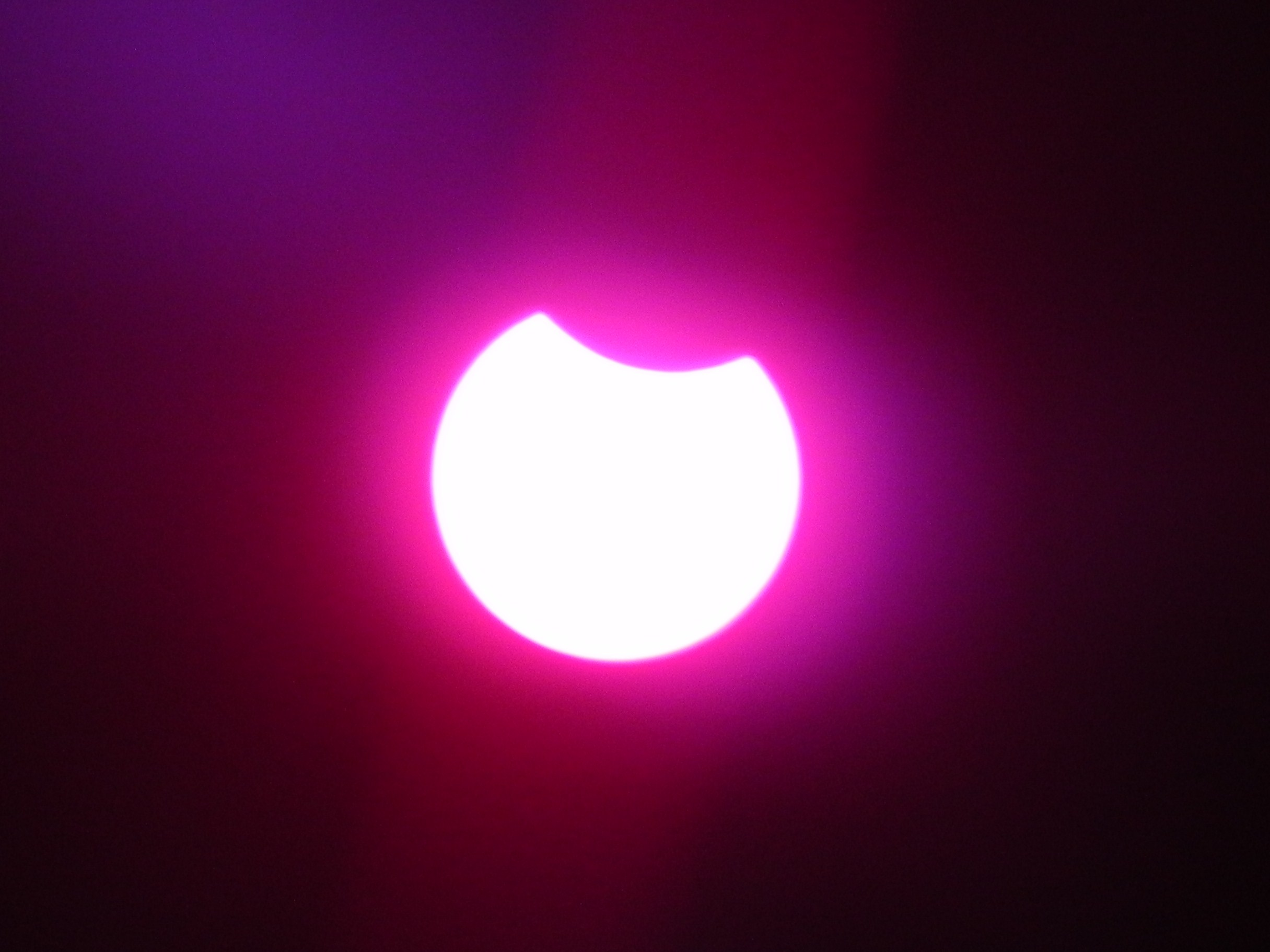
Sanaa, Jemen
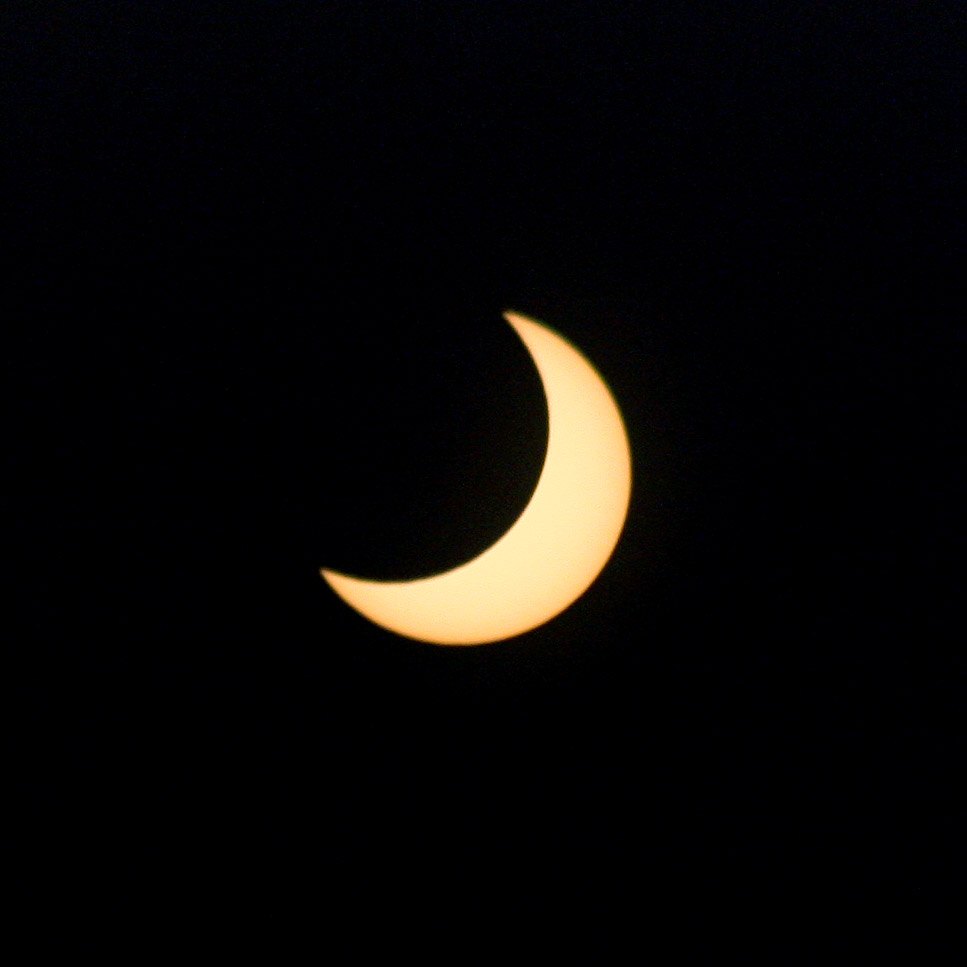
Wien, Österreich
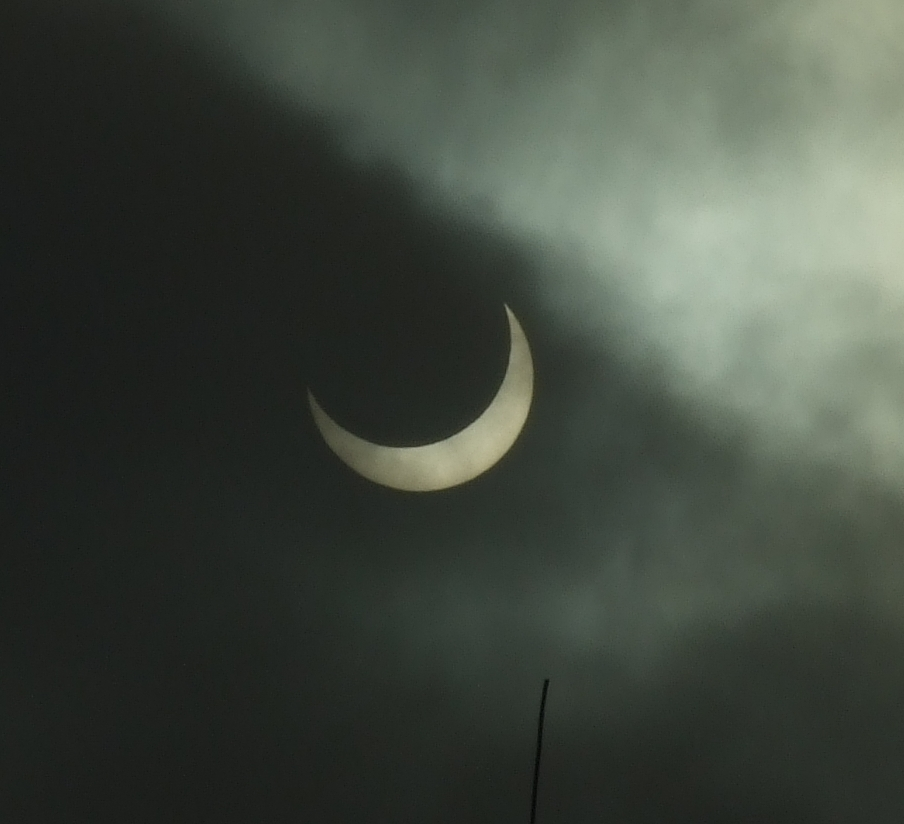
Polen
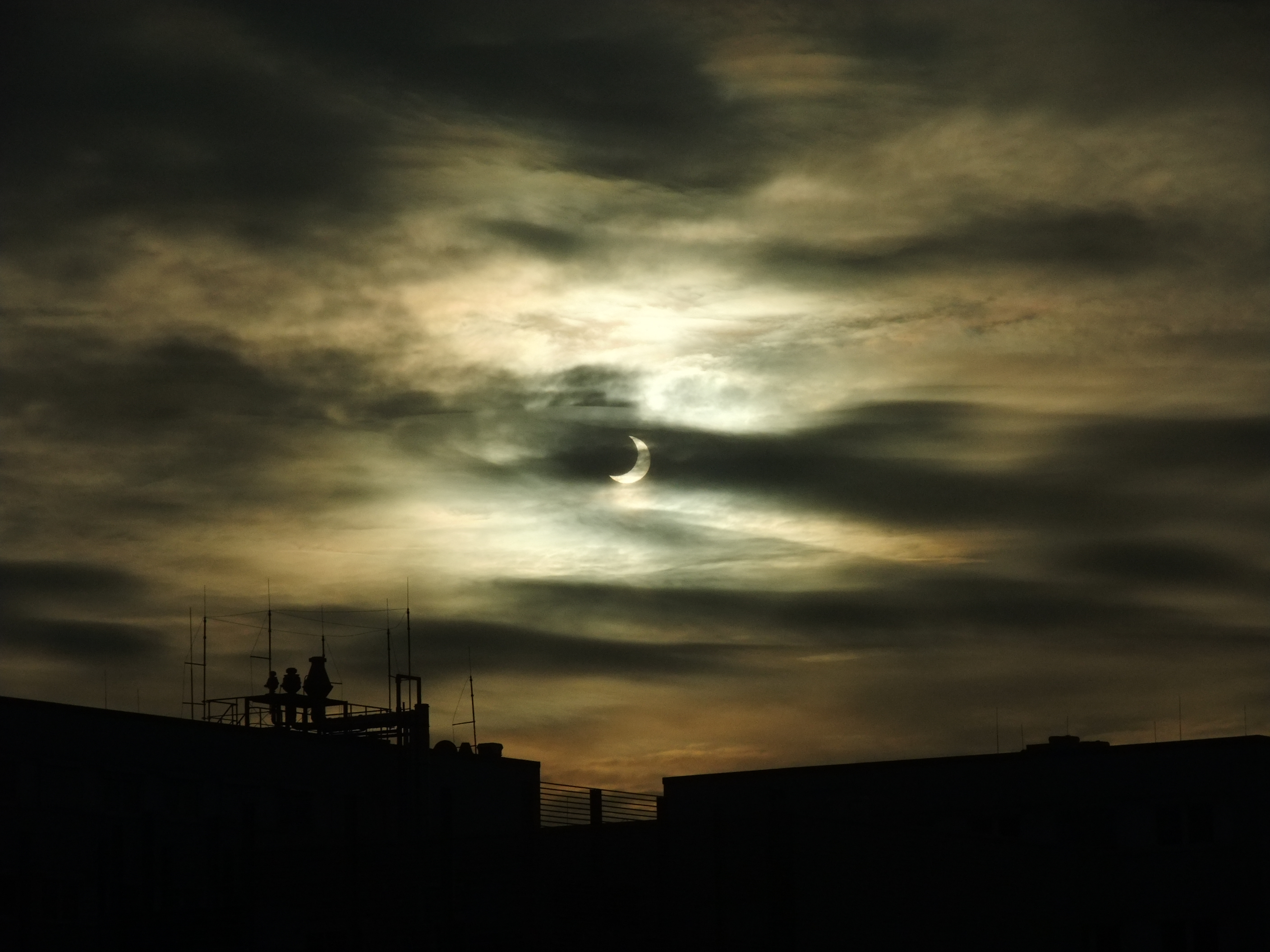
Jena, Thüringen
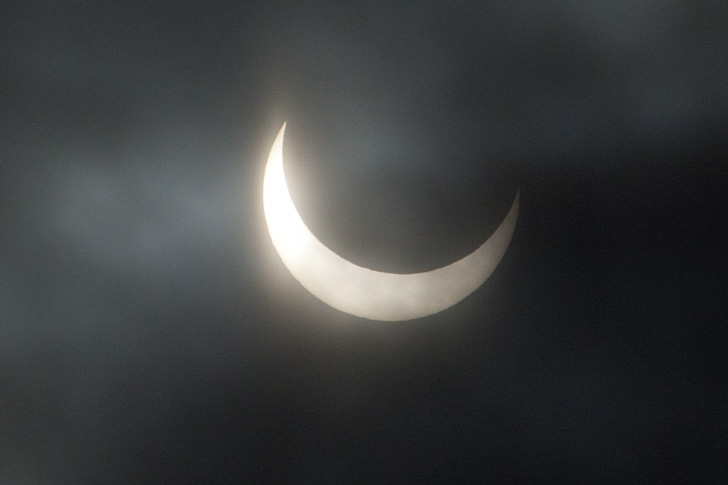
Moskau, Russland